# Silvio Savelli
Silvio Savelli (Ariccia, 21 de julho de 1550 - Ariccia, 22 de janeiro de 1599) foi um cardeal do século XVI

## Biografia
Nasceu em Ariccia em 21 de julho de 1550. Filho de Camillo Savelli, signore di Ariccia, e Isabella Orsini. De família aristocrática que incluía o Papa Honório IV (1285-1287) e os Cardeais Bertrando Savelli (1216); Giovanni Battista Savelli (1480); Giacomo Savelli (1539); Giulio Savelli (1615); Fabrizio Savelli (1647); e Paolo Savelli (1664).
Obteve o doutorado em direito.
Cubiculario apostólico. Cânon da basílica patriarcal do Vaticano, 18 de outubro de 1578.
Eleito arcebispo de Rossano, 26 de janeiro de 1582. Consagrado, domingo, 28 de janeiro de 1582, Capela Paulina, Palácio Apostólico, Roma, por Giovanni Antonio Fachinetti, patriarca latino titular de Jerusalém, auxiliado por Giovanni Fieschi, ex-bispo de Savona, e por Alessandro Musotti, bispo de Ímola. Núncio em Nápoles, 9 de fevereiro de 1582 até 15 de outubro de 1585. Renunciou ao governo da arquidiocese, mantendo a denominação, antes de 17 de julho de 1589. Vice-legado em Avinhão, 25 de agosto de 1592 até fevereiro de 1594. Promovido ao patriarcado titular de Constantinopla, 28 de março de 1594.
Criado cardeal sacerdote no consistório de 5 de junho de 1596; recebeu o chapéu vermelho em 8 de junho de 1596; e o título de S. Maria in Via, 21 de junho de 1596. Legado em Perugia e Úmbria, 10 de novembro de 1597 até sua morte.
Morreu em Ariccia em 22 de janeiro de 1599, de un'improvviso malore. Transferido para Roma, foi sepultado na igreja de S. Maria in Aracoeli, no túmulo dos seus antepassados